# Maesa argentea
Maesa argentea är en viveväxtart som först beskrevs av Nathaniel Wallich, och fick sitt nu gällande namn av A. Dc. Maesa argentea ingår i släktet Maesa och familjen viveväxter. Inga underarter finns listade i Catalogue of Life.